# Tschantoga
Tschantoga (Tcan'xe wintca'cta; People of the Woods; od than, 'tree'), Jedna od lokalnih grupa Assiniboin Indijanaca koju Dobbs locira (1744.) sjeverozapadno od jezera Winnipeg u Kanadi. Smet (1847) kaže da oni nemaju više od 50 šatora, te da su raspršeni u više skupina koje lutaju izvorišnim predjelima Saskatchewana i Athabaske. Jeffreys ih 1741. locira zapadno od jezera Winnipeg. Tijekom svojih lutanja prerijom.  Tschantoga Indijance ne nalazimo daleko od Saskatchewana, i oni su možda identični skupini poznatoj kao Strongwood Assiniboin, za koje Henry (1897.) kaže da su se 1808. nalazili na Battle Riveru i južno od nje i južnog pritoka Saskatchewana. Tschantoga su se širili na jug sve do Little Missourija, ako su identični s Oseegah Lewisa i Clarka (1806) i Waziah Indijancima, koje je Hayden našao na području SAD-a. Ova skupina išla je trgovati na postaje kompanije Hudson Bay na rijeci Assiniboine. Važan izvještaj daje i Denig koji Waziah skupinu susreće u Dakoti, imali su 60 šatora a poglavica im je bio Le Robe de Vent. Ova skupina je 1839. došla sa sjevera. Hayden (1862.) drži da ih je između 120 i 200.  Lewis (1817.) kaže da su oni u području između Little Missourija i Assiniboina imali 100 šatora, 200 ratnika, a svih skupa da je bilo 880. 
Pod kolektivnim imenom 'Stonies' oni danas žive u Kanadi na istoimenom rezervatu u blizini grada Calgary. Misija je kod njih utemeljena 1873. a godine 1904. dobili su i školu u Morleyu koja je tada imala 48 učenika. Godine 1910. popisano ih je 667.